# Octobre rose

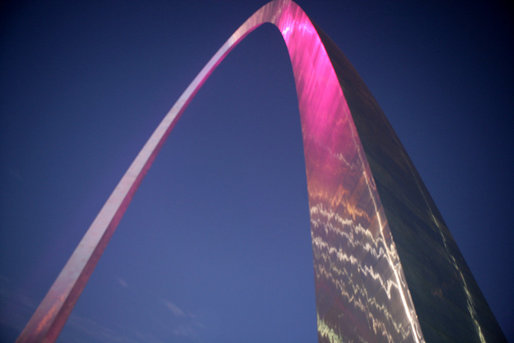
La Gateway Arch éclairée en rose pour le National Breast Cancer Awareness Month.

Octobre rose est une campagne annuelle mondiale de communication destinée à sensibiliser les femmes au dépistage du cancer du sein et à récolter des fonds pour la recherche. Le symbole de cet événement est le ruban rose. Son équivalent anglo-saxon est le National Breast Cancer Awareness Month (« Mois national de la sensibilisation au cancer du sein »). 
Organisée chaque mois d'octobre, cette campagne a pour but d'accroître la sensibilisation à la maladie et de recueillir des fonds pour la recherche. Elle a été instaurée en 1985.

## Présentation
Depuis 1985, le « Mois de la sensibilisation au cancer du sein » (Breast Cancer Awareness Month) est une campagne internationale annuelle sur la santé. Elle commence le 1er octobre et se termine le 31 octobre de chaque année.

### Organisation de la campagne
Elle est organisée par différents organismes de bienfaisance sur le cancer du sein. Son but est de sensibiliser les femmes à la maladie. La campagne informe par exemple sur l'importance du dépistage précoce et du suivi médical régulier, notamment à partir d'un certain âge, et promeut les recommandations de la Haute Autorité de Santé (HAS),,,.

### Objectifs de l'événement

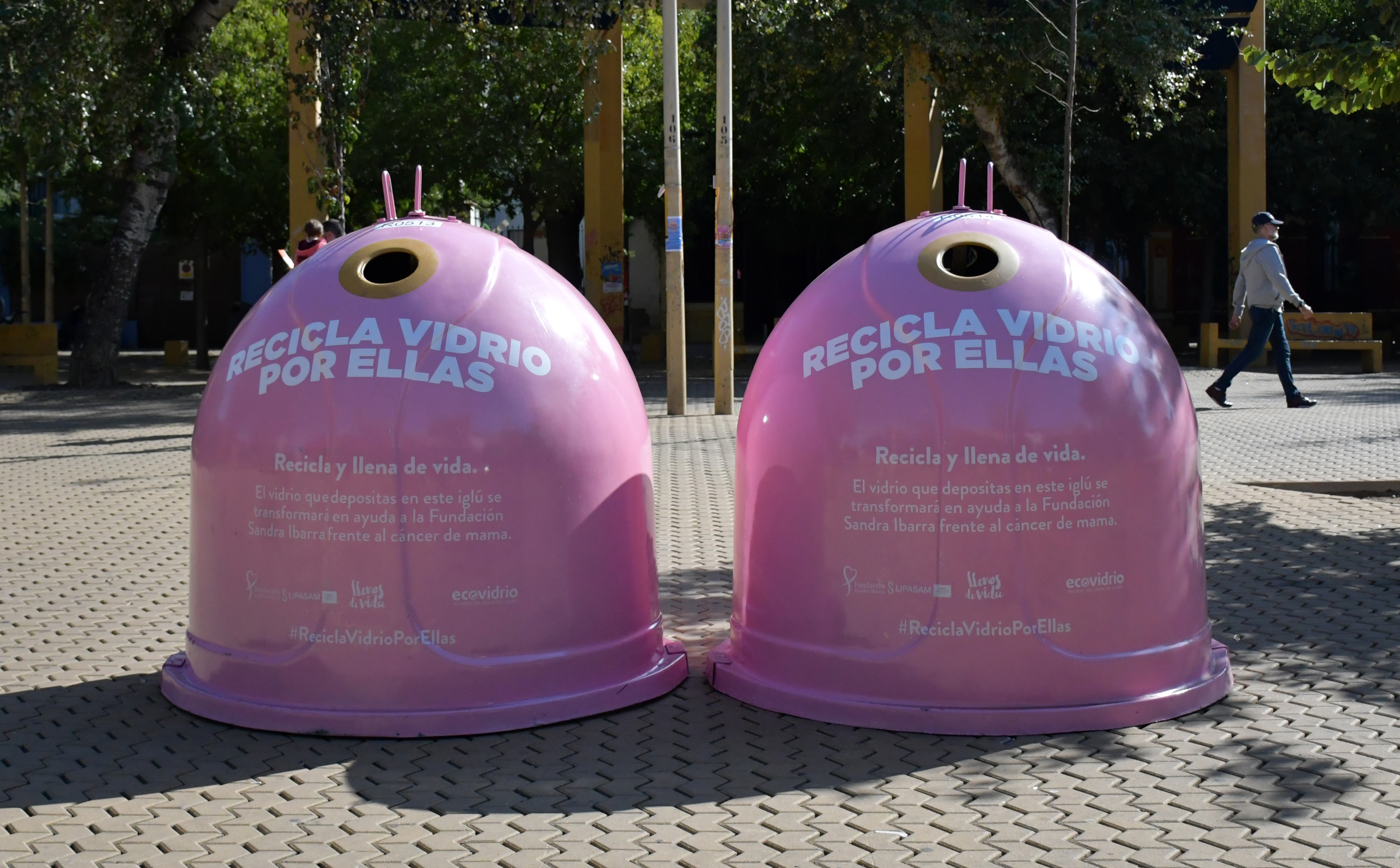
Conteneurs à verre figurant les seins d'une femme, destinés à récolter des fonds durant Octobre rose 2019, à Séville (Espagne).

Octobre rose permet de recueillir des fonds pour la recherche sur les causes du cancer du sein, sa prévention, son diagnostic, son traitement et sa guérison.
Octobre rose soutient aussi les personnes touchées par le cancer du sein et continue de les informer.

### Marches et courses de sensibilisation
Des marches ou des courses dans certaines villes y sont dédiées, où les participants (hommes et femmes) marchent et courent pour montrer leur lutte contre le cancer du sein : 
- À Bordeaux, le Challenge du Ruban rose est organisé depuis 2003[6]. Il fête sa 20e édition en 2024[7], l'édition 2020 n'ayant pas eu lieu. En 2019, le défi a rassemblé plus de 15 000 participants selon les organisateurs.
- À Lille, le Challenge du Ruban rose fête sa 7e édition en 2021. En 2019, le défi a rassemblé 3 500 participants selon les organisateurs[8].
- À Strasbourg, depuis 2010, la « Strasbourgeoise » a lieu à chaque début du mois d'octobre.

## Historique
La campagne est originaire des États-Unis où elle a lieu pour la première fois en 1985, soutenue par l'American Cancer Society et l'entreprise Imperial Chemical Industries. La première campagne a lieu en France en 1994, à l'initiative du groupe Estée Lauder (qui a créé l'association Le Cancer du sein, parlons-en !) et du magazine Marie Claire.

## Activités caritatives

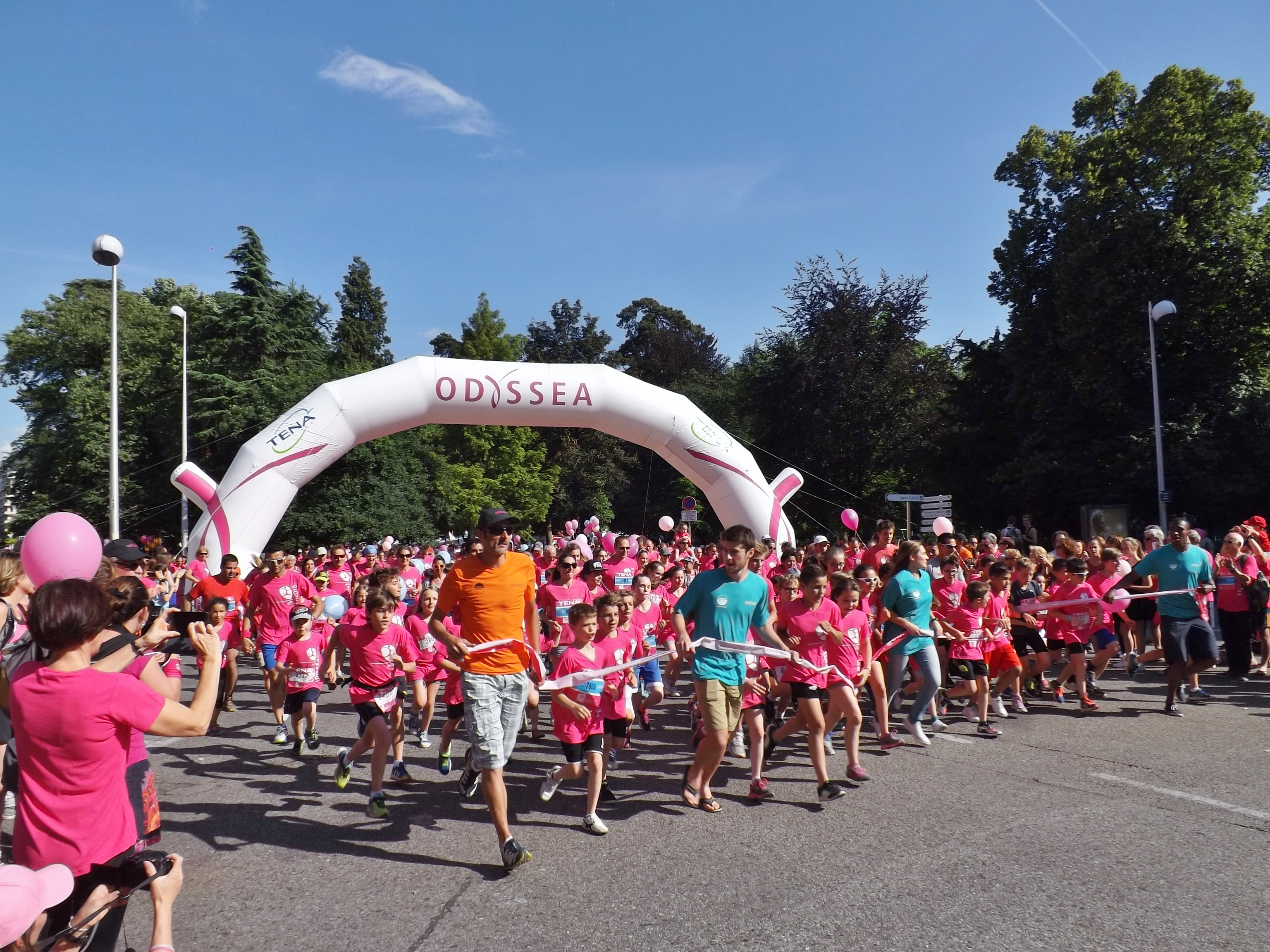
Départ d'une course organisée à l'occasion d'Octobre rose, à Chambéry en 2015.

Durant ce mois d'octobre, des initiatives comme des courses à pied, des ventes aux enchères, ou des collectes de soutiens-gorge sont organisées. Cette manifestation est organisée afin de rassembler des associations et des professionnels de santé autour de l'information sur le dépistage du cancer du sein.
L'événement est aussi consacré à l'information sur les aides à l'attention des aidants entourant les personnes atteintes d'un cancer du sein.

## Prix Ruban rose
L'association a créé en 2003 les six Prix « Ruban rose » pour la recherche qui sont décernés chaque année. Ils encouragent des projets novateurs dans la recherche sur le cancer du sein, menés par de jeunes médecins et chercheurs. Le Grand Prix soutient la recherche fondamentale ou clinique. Il s’accompagne de trois prix d’Avenir pour encourager l’innovation et, enfin, deux prix pour des projets sur la qualité de vie des malades.
En 2020, le montant du soutien attribué aux lauréats des différents prix est de :
- Grand Prix de la Recherche Ruban rose : 170 000 euros ;
- Prix Ruban rose Avenir : 170 000 euros à chacun des trois lauréats ;
- Prix Ruban rose Qualité de Vie : 70 000 euros à chacun des deux lauréats.

| Année | Grand Prix de la Recherche | Prix Avenir                                                                                   | Prix Qualité de Vie                                                                             |
| ----- | -------------------------- | --------------------------------------------------------------------------------------------- | ----------------------------------------------------------------------------------------------- |
| 2016  | Jean-Paul Borg             | Patrick Legembre et Laurence Lafanechère                                                      | Virginie Leloup-Morit et Laure Guéroult-Accolas                                                 |
| 2017  | Dr Fatima Mechta Grigoriou | Carmen Garrido, Dr Charlotte Ngo et Dr Sébastien Roger                                        | Isabelle Fromantin et Dr Pierre Guerreschi                                                      |
| 2018  | Pr Alain Pulsieux          | Dr Philippe Chavrier, Dr Aura Carreira et Pr Nathalie Chabbert-Buffet                         | Dr Mahasti Saghatchian et Dr Véronique Gérat-Muller                                             |
| 2019  | Pr Guido Kroemer           | François-Clément Bidard, Pr Catherine Uzan et Dr Muriel Le Romancer                           | Dr Angeline Ginzac-Couvé                                                                        |
| 2020  | Pr François Bertucci       | Dr Élodie Guillaume, Elisabetta Marangoni et Jacky Goetz                                      | Dr Frédéric Fiteni                                                                              |
| 2021  | Carmen Garrido à Dijon     | Dr. Véronique Marguer-Satta à Lyon, Irène Buvatest à Paris, Pr. Carole Mathelin à Strasbourg. | Association RoseUp à Paris, association Sœurs d'Encre représentée par Nathalie Kaïd à Bordeaux. |

## Critiques
Octobre rose est critiqué pour son message jugé peu nuancé, voire culpabilisant, en faveur du dépistage systématique du cancer du sein, dont la balance bénéfice-risque est controversée,. En 2015, un groupe de médecins se forme pour critiquer le message de la campagne, qu'il juge fondé sur des injonctions culpabilisantes au lieu d'une information objective.
Certains acteurs sont accusés de pinkwashing, récupérant le message pour améliorer leur image, avec des dérives marketing. De plus, cette campagne tend à invisibiliser les cas de cancer du sein chez les hommes (1 % des cas).

## Octobre rose dans la culture
Octobre rose a depuis sa création servi de source d’inspiration à des artistes à travers la planète.
À l’image de la tour Eiffel à Paris, du Christ Rédempteur à Rio de Janeiro, du Centre national de natation de Pékin ou encore de l’Empire State Building à New York, de nombreux monuments s’illuminent de rose à travers le monde pour marquer l’événement.
De nombreuses œuvres d’art urbain font aussi leur apparition en France comme à l’étranger. Le mouvement Paint for Pink par exemple, est à l’origine de nombreux graffitis à New York.
En France, Jef Aerosol réalisée une fresque géante en 2013 pour l’occasion au CHU de Bordeaux, l’artiste Sunra a inauguré une fresque au sol en 2020 à Montpellier et le collectif Admere a fixé des tétons 3D sur les plots de la ville de Périgueux en 2019.
Chaque année également, de nombreuses villes s’inspirent du concept Umbrella Sky Project pour suspendre des parapluies roses au-dessus des rues,,.